# Menelik II.
Ménelik II. Šoanski (amharsko ምኒልክ), etiopski neguš negasti (kralj kraljev, cesar) (od 1889 do smrti), * 17. avgust 1844, Ankober, Šoa, Etiopija, † 12. december 1913, Adis Abeba.